# CIRENE
CIRENEはイタリアの原子炉設計であり、ローマの南にあるラティーナ原子力発電所で建設されたプロトタイプモデルの名前である。CIRENEは中性子減速材として重水を使用し、冷却材として通常の「軽い」水を使用する。これにより、CANDUに比べて運転に必要な重水の量が減るが、天然ウランでは運転できない。CIRENEは、いくつかの同様の重水/軽水設計の1つであり、カナダのジャンティイ、イギリスのSGHWR、日本のふげんにも同様の小規模ユニットがある。
原子炉設計の開発は1967年にCNENとエネルで開始された。1972年に、ラティーナ発電所で40 MWeのプロトタイプを構築する契約がアンサルド(Ansaldo, Ansaldo Energia)と締結された。類似のプロトタイプとは対照的に、CIRENE設計のモジュラー構造は、プラントが小さいサイズにもかかわらず、実際の生産現場に非常に似ていることを意味した。建設は多くの遅れに直面し、1987年にイタリアでの原子力開発が終了したとき、サイトはまだ完成していなかった。進行中の契約をキャンセルするのではなく、建設の継続が許可され、プラントは1988年に完成した。その後、燃料を積むことなく放棄された。
CIRENEはイタリアで研究されているいくつかの原子炉設計の1つであり、これには米国企業との先進的な軽水設計や、フランスとドイツとの提携による高速増殖炉も含まれていた。最終的にプロトタイプ段階に進んだのはCIRENEだけで; チェルノブイリ事故後1987年の国民投票によりイタリアでの原子力発電の開発が終了しそれ以来既存のすべての原子炉が停止された。

## リファレンス
- Broggiato, A.; Casagrande, I (1976). “The Cirene reactor”. Nucleare Energy 7 (20):  13–24.
- “Nuclear Power in Italy”. World Nuclear Association (2018年4月). 2023年6月3日閲覧。